# New-York Mirror

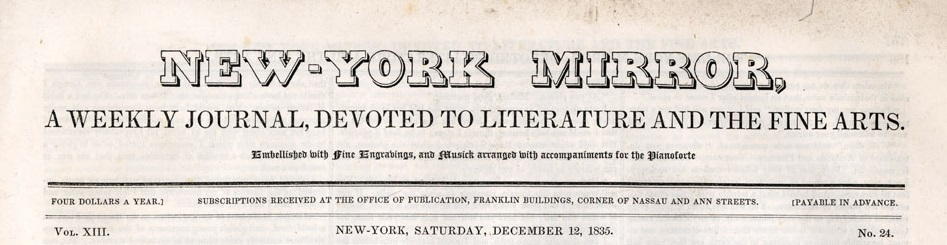
New-York Mirror, A Weekly Journal, Devoted to Literature and the Fine Arts, Vol. XIII, No. 24 (Sâmbătă, 12 decembrie 1835)

The New-York Mirror a fost un ziar săptămânal ce a fost publicat la New York din 1823 până în 1842 și din nou ca un ziar cotidian redenumit The Evening Mirror din 1844 până în 1898.

## Istoric
Mirror a fost fondat de George Pope Morris și Samuel Woodworth în august 1823. Jurnalul a fost o publicație săptămânală și a cuprins articole de artă și literatură, în afară de știri locale. Tirajul a scăzut în anii 1840 și la sfârșitul anului 1842 ziarul și-a încetat activitatea. În 1843 Morris a încheiat un parteneriat cu popularul scriitor Nathaniel Parker Willis pentru a restructura afacerea și împreună au relansat ziarul ca The Evening Mirror.
În ambele forme, ziarul a angajat multe figuri literare bine cunoscute ale vremii. Edgar Allan Poe a lucrat pentru ziar în calitate de critic până în februarie 1845. Mirror a fost primul ziar care a publicat poemul „Corbul” al lui Poe, cu numele autorului, în numărul din 29 ianuarie 1845. În introducerea sa la poem, Willis l-a descris ca fiind „neîntrecut în poezia engleză datorită conceperii delicate, ingenuității de maestru în versificație, precum și consistenței, menținute de elevarea imaginativă... Va rămâne în mintea tuturor celor care îl vor citi”. Willis și Morris au părăsit publicația în 1846.
După Willis, ziarul a fost editat de către Hiram Fuller, un cunoscut inamic al lui Poe. Fuller a publicat atacuri  realizate la adresa lui Poe de Charles Frederick Briggs și Thomas Dunn English în mai și iunie 1846. O scrisoare tipărită de Mirror în numărul din 23 iulie 1846 l-a determinat pe Poe să dea în judecată ziarul pentru calomnie și defăimare. Poe a câștigat procesul și a obținut 225,06 dolari, precum și cheltuieli de judecată de 101,42 dolari.